# Чухнов, Николай Николаевич
Никола́й Никола́евич Чухно́в (1897—1978) — деятель русской эмиграции, журналист, издатель.

## Биография
Бывший императорский и белый офицер. Окончил гражданскую войну в звании корнета, эвакуировался в Югославию.
Председатель Союза русской молодежи. В 1924—1926 гг. — издатель газеты «Наше будущее».
Весной 1942 г. вступил в формировавшийся в Белграде капитаном М. А. Семёновым из русской эмигрантской молодежи добровольческий батальон (с 1944 г. — Добровольческий полк СС «Варяг»). Также служил в казачьей дивизии генерала Паннвица, Вооруженных силах КОНР под командованием генерала А. В. Туркула. Принимал участие в боях против югославских партизан.
После Второй мировой войны создал в германских лагерях для беженцев информационную газету. В 1949 году переехал из Германии в Нью-Йорк, где основал журнал «Знамя России», орган монархистов русской эмиграции.
Издал воспоминания о своей службе в годы 2-й мировой войны и после войны.

## Сочинения
- Чухнов Николай. В смятенные годы. Очерки нашей борьбы в годы 1941—1965. I. Под знаком ``Hakenkreuz`a``. II. Близ ``Серпа и Молота``. III. Под ``Полосато-звездным флагом``. Нью-Йорк: Всеславянское Издательство, 1967 г. 304 с.